# Adriane Galisteu
 (octobre 2024).
La mise en forme du texte ne suit pas les recommandations de Wikipédia : il faut le « wikifier ».
Les points d'amélioration suivants sont les cas les plus fréquents. Le détail des points à revoir est peut-être précisé sur la page de discussion.
- Les titres sont pré-formatés par le logiciel. Ils ne sont ni en capitales, ni en gras.
- Le texte ne doit pas être écrit en capitales (les noms de famille non plus), ni en gras, ni en italique, ni en « petit »…
- Le gras n'est utilisé que pour surligner le titre de l'article dans l'introduction, une seule fois.
- L'italique est rarement utilisé : mots en langue étrangère, titres d'œuvres, noms de bateaux, etc.
- Les citations ne sont pas en italique mais en corps de texte normal. Elles sont entourées par des guillemets français : « et ».
- Les listes à puces sont à éviter, des paragraphes rédigés étant largement préférés. Les tableaux sont à réserver à la présentation de données structurées (résultats, etc.).
- Les appels de note de bas de page (petits chiffres en exposant, introduits par l'outil «  Source ») sont à placer entre la fin de phrase et le point final[comme ça].
- Les liens internes (vers d'autres articles de Wikipédia) sont à choisir avec parcimonie. Créez des liens vers des articles approfondissant le sujet. Les termes génériques sans rapport avec le sujet sont à éviter, ainsi que les répétitions de liens vers un même terme.
- Les liens externes sont à placer uniquement dans une section « Liens externes », à la fin de l'article. Ces liens sont à choisir avec parcimonie suivant les règles définies. Si un lien sert de source à l'article, son insertion dans le texte est à faire par les notes de bas de page.
- La présentation des références doit suivre les conventions bibliographiques. Il est recommandé d'utiliser les modèles {{Ouvrage}}, {{Chapitre}}, {{Article}}, {{Lien web}} et/ou {{Bibliographie}}. Le mode d'édition visuel peut mettre en forme automatiquement les références.
- Insérer une infobox (cadre d'informations à droite) n'est pas obligatoire pour parachever la mise en page.

Pour une aide détaillée, merci de consulter Aide:Wikification.
Si vous pensez que ces points ont été résolus, vous pouvez retirer ce bandeau et améliorer la mise en forme d'un autre article.

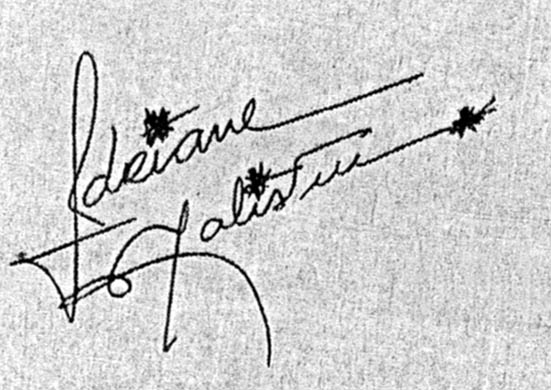
Un autographe d'Adriane Galisteu.

Adriane Kelemen Galisteu, née le 18 avril 1973 à São Paulo, est une actrice, animatrice de télévision, femme d'affaires et ancienne mannequin brésilienne. Elle s'est fait connaître grâce à la variété des programmes télé qu'elle a présentés sur différentes chaînes, telles que Band, SBT et Record.

## Biographie
Adriane Galisteu est la fille d'Alberto Galisteu (1935-1989), commerçant et imprimeur, et d'Emma Kelemen, femme au foyer, et a vécu jusqu'à l'âge de 18 ans à Lapa, un quartier à l'ouest (pt) de São Paulo,. Les grands-parents de son père, José Galisteo et Maria Muñoz, étaient espagnols et sont arrivés au Brésil en 1899 sur le navire Les Alpes, en provenance de Malaga en Andalousie. Sa mère est d'origine hongroise,.
Galisteu a eu une enfance difficile à cause de l'alcoolisme de son père Alberto. Cette dépendance a sérieusement affaibli la santé de celui-ci. Il est victime d'une crise cardiaque et meurt en 1989. Adriane, alors âgée de quinze ans, a dû commencer à travailler comme vendeuse depuis la maison pour aider sa mère et subvenir aux besoins de sa famille. Plus tard, elle aide également son frère unique, plus âgé, Alberto Galisteu Filho à aller et revenir de l'hôpital. Alberto, homosexuel et toxicomane, meurt en 1996 des suites de maladies opportunistes, car il était porteur du virus VIH. Cette disparition a ébranlé la vie de famille. Dans des interviews, Adriane a révélé que la perte de son frère l'avait rendue beaucoup plus humaine et consciente de la place de l'argent dans la vie, en lui donnant juste la valeur qui lui était due. En effet, au moment de la mort de son frère, elle devenait célèbre et son argent ne pouvait absolument pas l'aider.

## Carrière

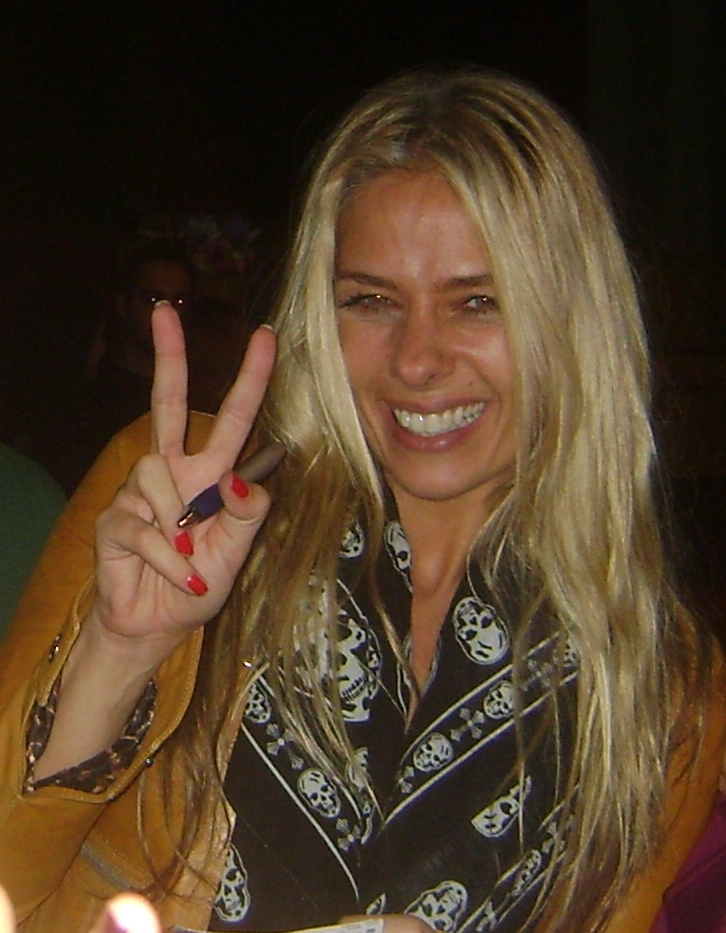
Adriane Galisteu après la présentation de la pièce Uma Mulher do Outro Mundo à São Paulo.

Adriane Galisteu est apparue à plusieurs reprises dans l'édition brésilienne du magazine Playboy et a été Video jockey pour MTV Brasil.

### 1984-2004: débuts en tant que chanteuse, vie de mannequin et moments forts
En 1984, à l'âge de 11 ans, elle fait ses débuts comme chanteuse dans le groupe d'enfants Chispitas, formé pour enregistrer la bande originale brésilienne du feuilleton Chispita. Cette expérience dure quelques mois.
En 1987, elle devient membre du girl band Meia Soquete, dans lequel elle reste jusqu'en 1989 et avec lequel elle sort deux albums,.
En 1989, à l'âge de seize ans, elle fait ses débuts comme mannequin en signant avec Ford Models et, en 1993, elle participe au clip de la chanson No te inquiets más du groupe El Simbolo.
En 1995, elle publie le livre Caminho das Borboletas, qui raconte la période de sa relation avec Ayrton Senna,. La même année, elle fait ses débuts en tant que présentatrice à la CNT dans l'émission Ponto G, qui aborde des thèmes liés à l'univers féminin.
En 1996, elle accepte l'invitation de Rede Manchete à rejoindre le feuilleton Xica da Silva. Cependant, Elle révèle plus tard qu'elle n'avait pas aimé l'expérience et qu'elle avait l'intention de ne plus faire de feuilletons.
Elle fait ses débuts au théâtre en 1999, avec la pièce Deus Le Pague, mise en scène par Bibi Ferreira (en).
Entre 1998 et 1999, elle présente le jeu télévisé Quiz MTV, sur MTV Brasil.
En 1999, elle devient la première présentatrice de Superpop (pt), le premier programme public de RedeTV!, qui se concentrait à l'époque sur des interviews d'artistes et des performances musicales, inspirées du modèle MTV.
Entre 2000 et 2003, Adriane Galisteu se fait connaître en présentant É Show (pt), sur la chaîne Record, qui devient à l'époque le principal programme d'auditorium du réseau, arrivé en tête de programmation. Cette émission est aussi le projet le plus réussi d'Adriane. En 2004, en raison des répercussions chez Record, elle reçoit une offre de SBT pour un salaire trois fois plus élevé. Elle accepte, faisant ses débuts le 25 octobre avec l'émission Charme (programme télé brésilien) (pt) les après-midi. Le programme est marqué par plusieurs interventions de Sílvio Santos, notamment l'inclusion de jeux téléphoniques qui donnaient des prix – comme deviner combien de haricots il y a dans un pot ou bien quels numéros ouvraient un coffre-fort –. Il s'est ensuite progressivement effacé de l'émission, et c'est Adriane qui a pris le relais de ces interludes, tout en conservant la présentation de ses programmes précédents faits avec un mélange d'interviews et de comédies musicales. Jusqu'à la fin du contrat en 2008, Sílvio Santos modifie le programme de Charme à 18 reprises, à la recherche d'un public plus large, allant jusqu'à diffuser en direct à 2 heures du matin, ce qui a même poussé Adriane à présenter en pyjama en signe de protestation.
À cette époque, elle profite de l'occasion pour travailler comme actrice en dehors de la télévision, jouant dans les pièces Nunca se Sábado, O Rim et Às Favas com os Escrúpulos (pt), ainsi que dans les films Coisa de Mulher (pt) et Se Eu Fosse Você 2 (pt),,.

### 2008-2018:Bandet retour aux feuilletons télévisés
Fin 2008, Adriane Galisteu signe avec Band et revient aux émissions nocturnes avec Toda Sexta (pt), qui reste à l'antenne jusqu'en 2010,. En 2011, elle anime le défilé de mode Projeto Fashion (en) et, en 2012, l'émission de l'après-midi Muito+ (pt), son dernier programme avant la fin de son contrat.
En 2013, elle présente la série documentaire Paixões Perigosas, sur Discovery Channel, et trois éditions du spécial Domingo da Gente (pt). En 2014, Band diffuse l'émission de téléréalité Quem Quer Casar com Meu Filho ?, qu'Adriane avait enregistrée en 2012 et qui avait été mise de côté ensuite.

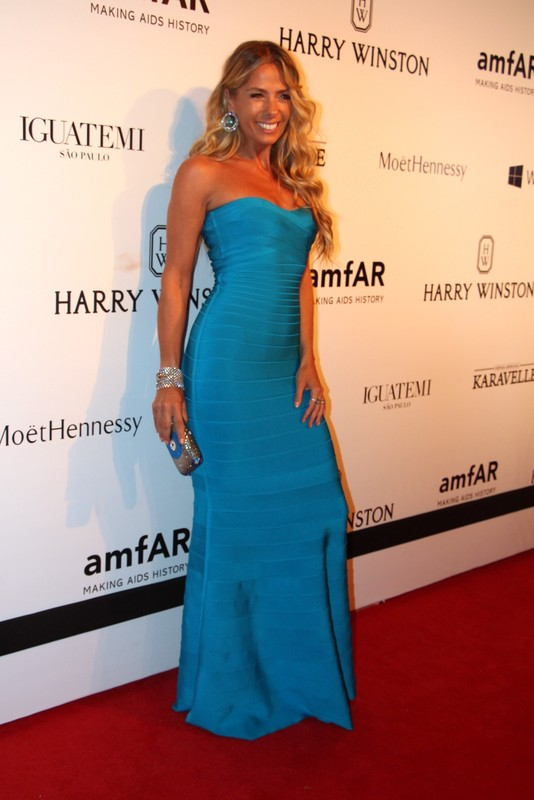
Adriane Galisteu le 10 avril 2015.

En 2015, elle présente l'émission culinaire Papo de Cozinha, sur Discovery Home & Health (pt), aux côtés de son mari Alexandre Iódice. En 2016, elle présente Boa Noite Fox sur Fox Sports, une émission spéciale pendant les jeux olympiques de Rio sur les femmes dans la compétition, et Fox Emotion, axée sur les histoires d'athlètes vainqueurs,.
Toujours en 2016, Adriana Galisteu reprend le talk-show Face a Face, sur BandNews TV, lorsque João Dória Junior quitte le programme pour se concentrer sur la politique.[29] La même année, elle lance également sa propre émission sur YouTube.[30]
En 2017, elle participe à Dança dos Famosos, une émission sur Domingão do Faustão (pt), sur TV Globo,,. En 2018, elle participe au feuilleton O Tempo Não Para, dans le rôle de la putschiste Zelda Larocque, sa première apparition dans une Telenovela en 22 ans,.

### 2020-présent: La Renaissance d'Adriane Galisteu
Après avoir été invitée par Record, Adriane Galisteu fait son grand retour au petit écran, redevenant l'un des principaux noms de la télévision brésilienne.
En 2020, après le décès de Gugu Liberato (pt), elle est annoncée comme la nouvelle présentatrice de Power Couple Brasil, mais la cinquième saison a été annulée cette année-là en raison de la pandémie de COVID-19 au Brésil et reportée à 2021. Le 25 juin 2021, en raison de son succès dans Power Couple Brasil, Adriane est annoncée comme la nouvelle présentatrice d'une autre émission de téléréalité, A Fazenda, après le limogeage de Marcos Mion (pt), prenant ainsi en charge la treizième saison (pt).

## Vie personnelle

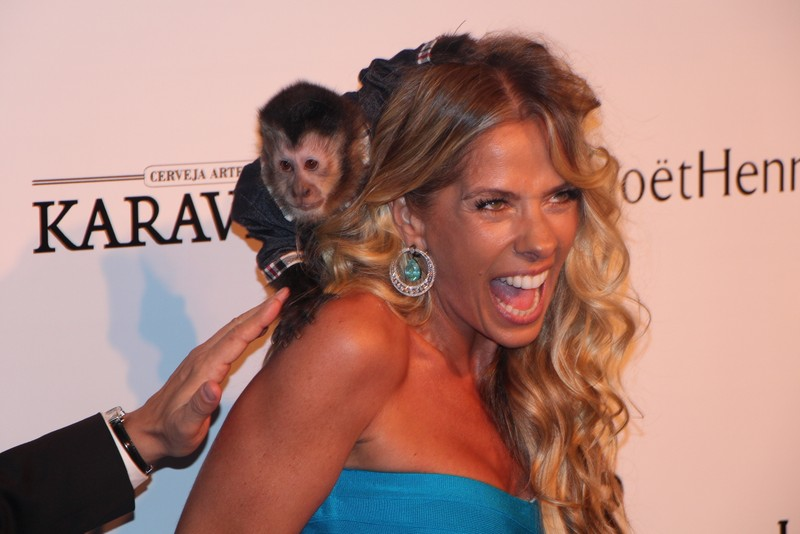
Adriane Galisteu avec un capucin sur l'épaule.

Le 28 mars 1993, Adriane Galisteu rencontre le pilote de Formule 1 Ayrton Senna lors du Grand Prix du Brésil. Elle devient peu de temps après la petite amie de la légende brésilienne jusqu'à sa mort accidentelle lors du Grand Prix de Saint-Marin 1994,.
En 1998, elle se marie avec l'entrepreneur Roberto Justus (en) après six mois de vie commune. Cependant, le couple divorce en 1999.
En 2003, Adriane Galisteu est en couple avec l'acteur mexicain Jaime Camil, considéré à l'époque comme la plus grande idole de la télévision mexicaine. En 2004, elle est en couple avec l'acteur Dado Dolabella (pt).
En 2009, Adriane Galisteu commence une relation avec l'homme d'affaires Alexandre Iódice. En décembre de cette année-là, elle annonce qu'elle est enceinte. Le fils du couple, Vittório Galisteu Iódice nait le 4 août 2010 par césarienne, à São Paulo. Adriane Galisteu et Alexandre Iódice se marient le 27 novembre 2010 dans une ferme d'Itatiba, à l'intérieur de São Paulo. Pendant la cérémonie, la mariée a son fils sur les genoux au lieu du bouquet de fleurs traditionnel,.
Par ailleurs, Adriane Galisteu est une supportrice de Palmeiras.

Adriane Galisteu à différentes éditions du carnaval de Rio sur le Sambodrome Marquês-de-Sapucaí
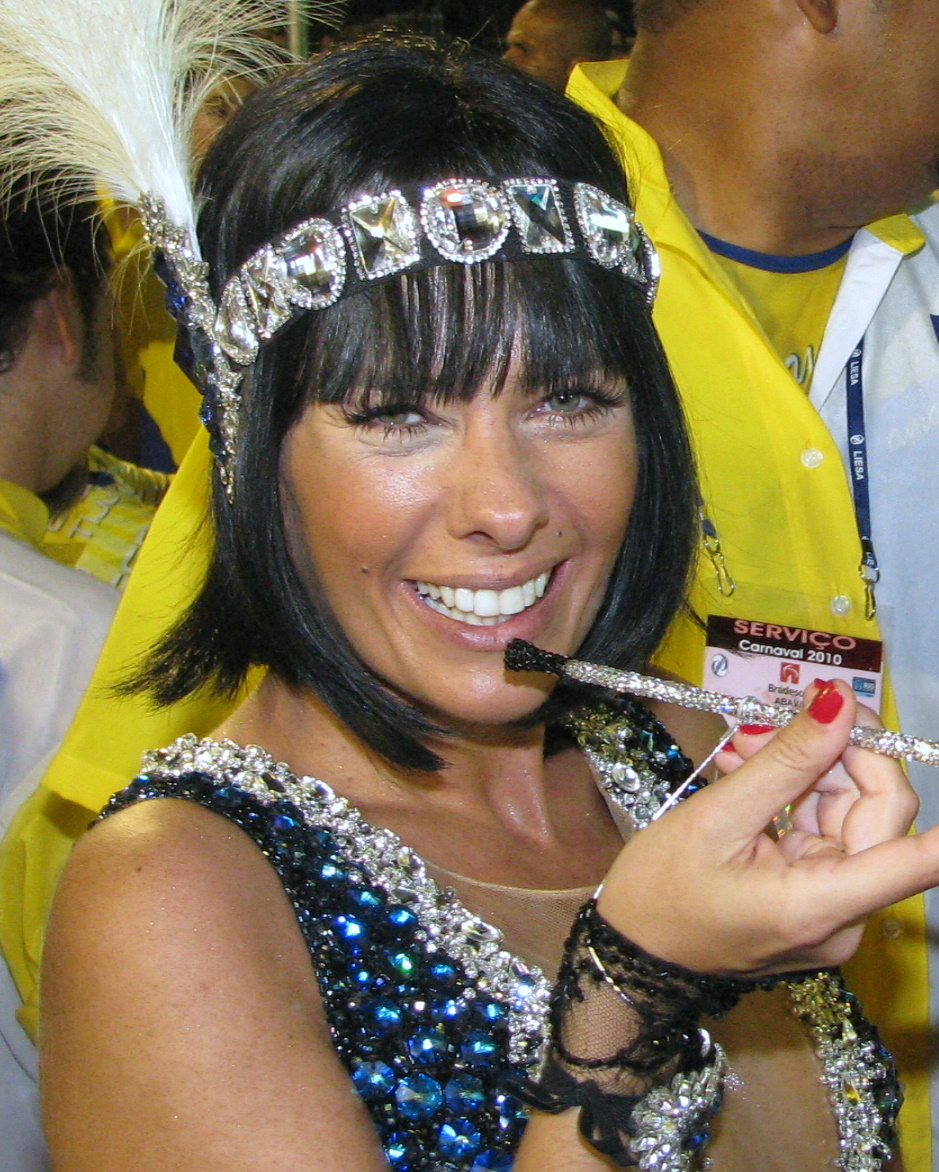
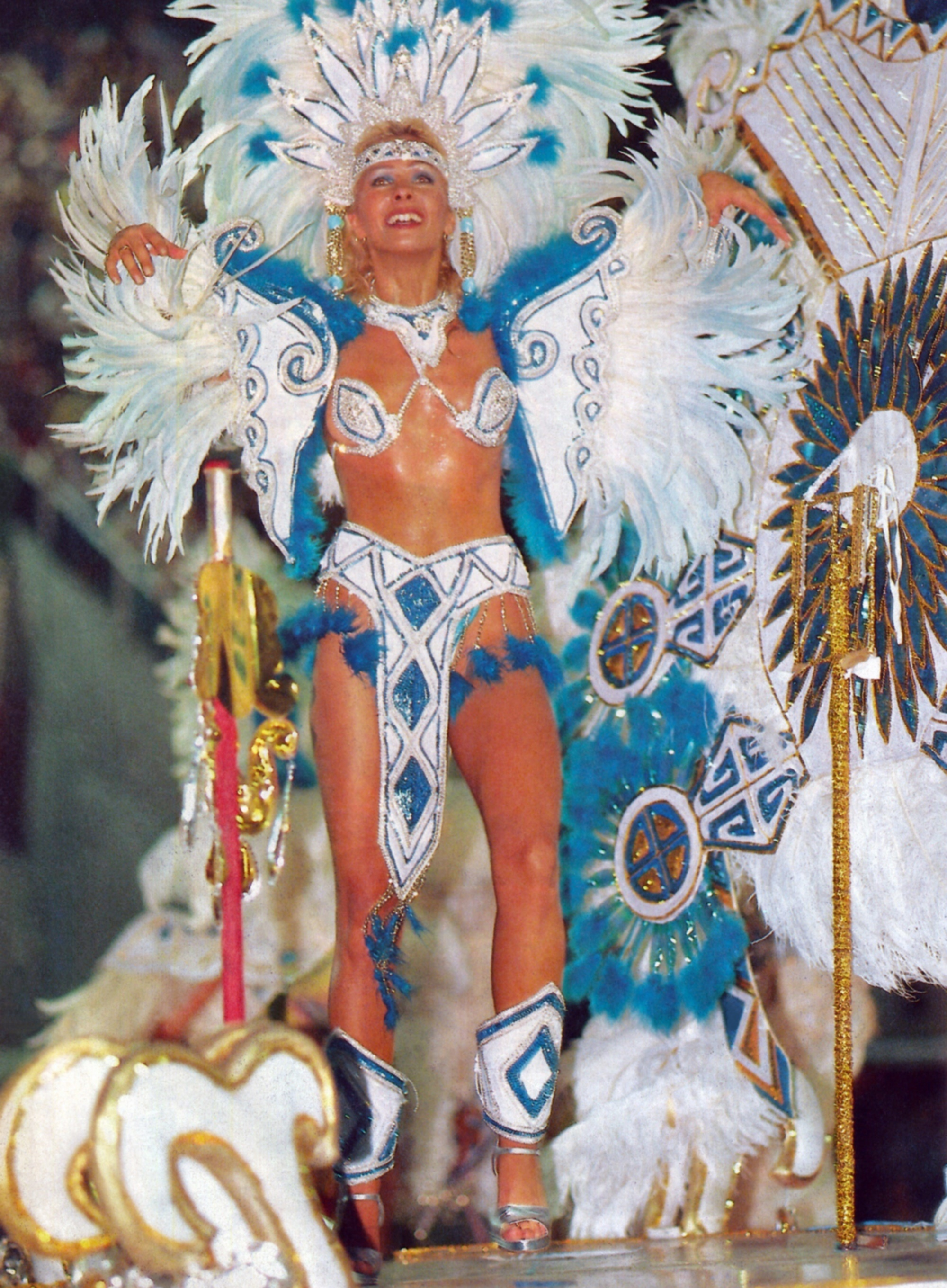
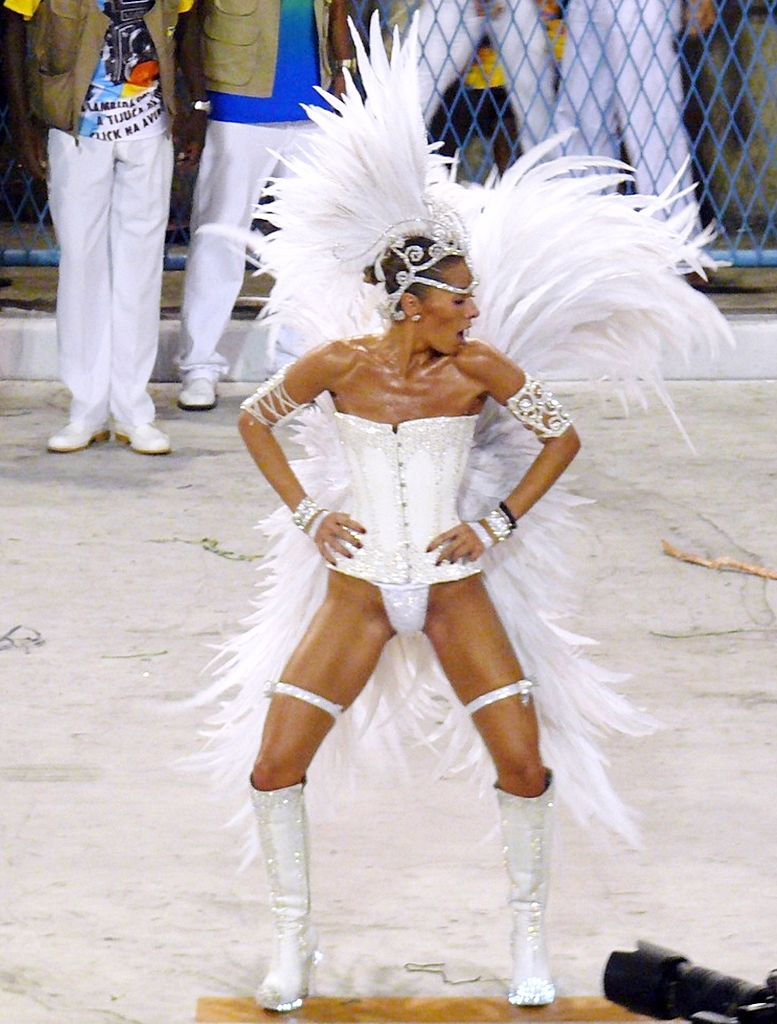
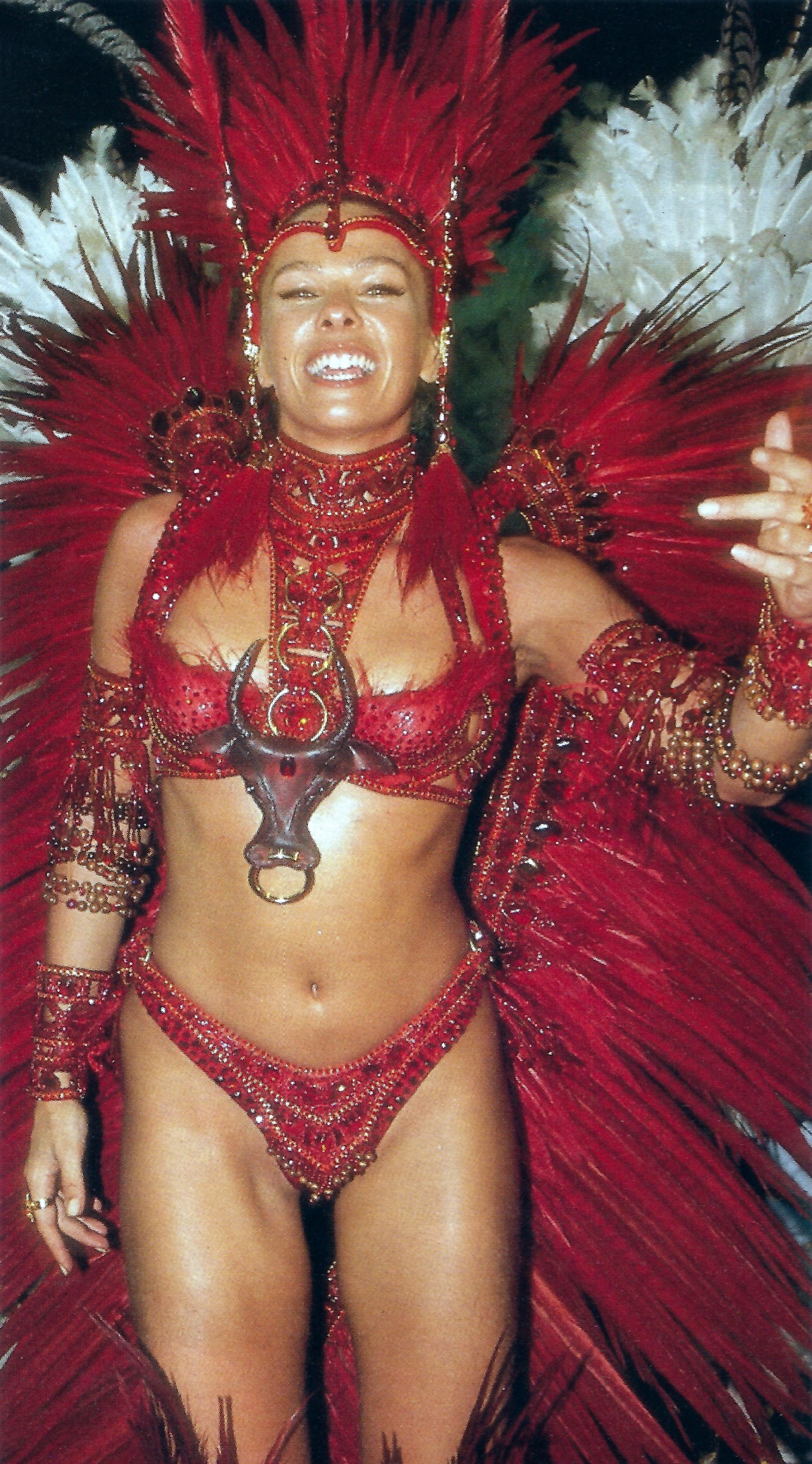

## Filmographie

### Télévision
| Année        | Titre                          | Rôle                   | Notes                                                                              |
| ------------ | ------------------------------ | ---------------------- | ---------------------------------------------------------------------------------- |
| 1995         | Ponto G                        | Présentatrice          |                                                                                    |
| 1996         | Antônio Alves, Taxista         | Célia                  | Episodes: "6–8 May 1996"                                                           |
| 1996         | Xica da Silva                  | Clara Caldeira Brant   |                                                                                    |
| 1997         | Sai de Baixo                   | Clone de Caco          | Episode: "Se Clonar, Clonou"                                                       |
| 1998         | Fascinação                     | Nívea                  | Episode: "26 mai 1998"                                                             |
| 1998–99      | Quiz MTV                       | Présentatrice          |                                                                                    |
| 1999         | Ô... Coitado!                  | Olga                   |                                                                                    |
| 1999–2000    | Superpop                       | Présentarice           |                                                                                    |
| 2000–04      | É Show                         | Présentarice           |                                                                                    |
| 2003         | Record 50 Anos                 | Présentarice           | Spécail fin d'année                                                                |
| 2004–08      | Charme                         | Présentatrice          |                                                                                    |
| 2005         | Fora do Ar                     | Présentatrice          |                                                                                    |
| 2009–10      | Toda Sexta                     | Présentatrice          |                                                                                    |
| 2011         | Projeto Fashion                | Présentatrice          |                                                                                    |
| 2012         | Band Folia                     | Présentatrice          | Spécial Carnaval                                                                   |
| 2012         | Muito+                         | Présentatrice          |                                                                                    |
| 2013         | Paixões Perigosas              | Présentatrice          |                                                                                    |
| 2013–14      | Domingo da Gente               | Présentatrice spéciale | Episode: "10 novembre 2013" Episode: "15 décembre 2013" Episode: "16 février 2014" |
| 2014         | Quem Quer Casar com Meu Filho? | Présentatrice          |                                                                                    |
| 2014         | Dormindo Com Meu Estilista     | Présentatrice          |                                                                                    |
| 2015–16      | Papo de Cozinha                | Présentarice           |                                                                                    |
| 2016         | Boa Noite Fox                  | Présentatrice          |                                                                                    |
| 2016         | Fox Emotion                    | Présentarice           |                                                                                    |
| 2016–17      | Face a Face                    | Présentatrice          |                                                                                    |
| 2017         | Dança dos Famosos              | Participante           | Saison 14                                                                          |
| 2018         | O Tempo não Para               | Zelda Lacocque,        |                                                                                    |
| 2021-2022    | Power Couple                   | Présentarice           | Saison 5 Saison 6                                                                  |
| 2021–present | A Fazenda                      | Présentarice           | Saison 13 Saison 14 Saison 15 Saison 16 Saison 17                                  |

### Cinéma
| Année | Titre              | Rôle      | Notes        |
| ----- | ------------------ | --------- | ------------ |
| 2005  | Coisa de Mulher    | Mayara    |              |
| 2009  | Se Eu Fosse Você 2 | Marina    |              |
| 2010  | Senna              | Elle même | Documentaire |

### Internet
| Année        | Titre                                                             | Fonction      |
| ------------ | ----------------------------------------------------------------- | ------------- |
| 2016–présent | Galisteu Sem Filtro/Canal Adriane Galisteu (Galisteu sans filtre) | Présentatrice |
| 2020         | Table Top                                                         | Présentatrice |

## Theâtre
| Année   | Titre                          | Rôle            |
| ------- | ------------------------------ | --------------- |
| 1999    | Deus lhe Pague                 | Nancy           |
| 2001    | Dia das Mães                   | Leslie          |
| 2006    | Nunca se Sábado                | Ísis            |
| 2006    | O Rim                          | Rosário         |
| 2007    | Às Favas com os Escrúpulos     | Brenda          |
| 2009–11 | Um Casal Aberto, Ma Non Troppo | Antônia         |
| 2012    | Uma Mulher do Outro Mundo      | Elvira          |
| 2013    | Três Dias de Chuva             | Anna            |
| 2015    | Mulheres Alteradas             | Selma           |
| 2016–17 | Troïlus et Cressida            | Hélène de Troie |
| 2017    | A Bela Adormecida              | Malévola        |

## Radio
| Année   | Titre          | Fonction      | Station          |
| ------- | -------------- | ------------- | ---------------- |
| 1996–99 | Torpedo Pan    | Présentatrice | Jovem Pan        |
| 2017–19 | Papo de Almoço | Présentatrice | Rádio Globo (pt) |

## Discographie
Avec les Chispitas
- Chispitas[65] (1984)

Avec Meia Soquete (pt)

## Prix et nominations
| Année | Prix                            | Catégorie                                      | Travail                               | Resultat   |
| ----- | ------------------------------- | ---------------------------------------------- | ------------------------------------- | ---------- |
| 2001  | Troféu Imprensa (pt)            | Meilleur présentateur de télévision ou artiste | É Show (pt)                           | Gagnante   |
| 2002  | Troféu Imprensa (pt)            | Meilleur présentateur de télévision ou artiste | É Show (pt)                           | Nomminée   |
| 2003  | Troféu Imprensa (pt)            | Meilleur présentateur de télévision ou artiste | É Show (pt)                           | Nomminée   |
| 2005  | Troféu Imprensa (pt)            | Meilleur présentateur de télévision ou artiste | Charme (programme de television) (pt) | Nomminée   |
| 2007  | Troféu Imprensa (pt)            | Meilleur présentateur de télévision ou artiste | Charme (programme de television) (pt) | Nomminée   |
| 2021  | Prêmio Jovem Brasileiro (pt)    | Meilleure présentatrice (a)                    | Power Couple                          | En attente |
| 2021  | Prêmio F5                       | Meilleur présentatrice de divertissement       | A Fazenda 13 (pt)                     | En attente |
| 2021  | Meilleure NaTelinha de l'année  | Meilleure présentatrice                        | A Fazenda 13 (pt)                     | En attente |
| 2021  | Meilleure NaTelinha de l'année  | Personnalité de l'année                        | A Fazenda 13 (pt)                     | En attente |
| 2021  | Prix de l'information télévisée | Meilleur présentatrice                         | A Fazenda 13 (pt)                     | En attente |
| 2021  | Prêmio Glow                     | Meilleure présentatrice de télévision          | A Fazenda 13 (pt)                     | En attente |
| 2021  | Splash Awards (pt)              | Meilleure présentatrice de téléréalité         | A Fazenda 13 (pt) Power Couple (pt)   | En attente |